# Slavkî, Reșetîlivka
Slavkî (în ucraineană Славки) este un sat în comuna Pișceane din raionul Reșetîlivka, regiunea Poltava, Ucraina.

## Demografie
Componența lingvistică a localității Slavkî
     Ucraineană (95%)
     Rusă (5%)
Conform recensământului din 2001, majoritatea populației localității Slavkî era vorbitoare de ucraineană (95%), existând în minoritate și vorbitori de rusă (5%).